# 哈特岛 (纽约)
哈特岛（英語： 或 ），位于美國紐約州纽约市东北的布朗克斯区长岛湾西端。长约1英里（1.6公里），宽0.33英里（0.53公里），面積約131.22英畝（0.5310平方），是城市岛以东的Pelham群岛的一部分。
1864年，该岛首次被使用，上面建立了美国有色人种部队训练场。之后，哈特岛在内战时期成为联邦军战俘营，后来还改为精神病院、结核病疗养院、无名墓地、无家可归者收容所、教养院、监狱和戒毒所。其他一些建筑，如游乐园等曾有规划但没有建成。美蘇冷战期间，勝利女神飛彈（Nike missile）曾驻扎在哈特岛。之后该岛被间歇性地用作监狱和无家可归者收容所直到1967年废止。1977年，最后一批有人居住的建筑被废弃。此后，该岛上成为一个大规模无名墓地，由纽约市惩戒局管理。2019年纽约市议会投票决定将管辖权移交给纽约市公园和娱乐部。2020年新冠肺炎疫情期间，纽约市将该岛改造为临时墓地，埋葬无亲属认领的死尸。
哈特岛上总共埋葬着100多万人的遗体，尽管自21世纪前十年以来，每年埋葬的人数不到1500人。埋葬在哈特岛的人包括没有被家人认领或没有举行私人葬礼的人，以及无家可归者和穷人。惩教署有权决定该岛的进出许可并提供不定期的渡船服务，并规定了严格的探访配额。填埋尸体的工作多数时候由里克斯岛的囚犯进行。由视觉艺术家梅琳达-亨特（Melinda Hunt）创立的公共慈善机构「哈特岛项目」（The Hart Island Project）试图改善对该岛的情况，并使埋葬记录更容易获得。

## 词源
关于该岛名称的可能起源，有多种说法。其中，1775年，英国制图师将其命名为"心岛"（Heart Island），因为它的形状类似于心型，但不久之后，"e "就被去掉了。1777年绘制的地图和随后的地图都将该岛称为 "哈特岛"。
另一种说法是，根据英文单词 "hart "的含义，即 "雄鹿 "的意思，认为该岛是在该岛被用作野生动物保护地时被命名的。

## 地理
哈特岛长约1英里（1.6公里），最宽处约0.33英里（0.53公里）。它位于城市岛东岸外约0.33英里（0.53公里）。该岛的面积存在争议；根据一些资料，该岛的面积为101英亩（41公顷），而另一些资料显示，该岛面积为131英亩（53公顷）。